# Benjamin Karl
Benjamin Martin Karl (født 16. oktober 1985 i Sankt Pölten, Niederösterreich) er en snowboardkører fra Østrig, der har syv verdensmesterskaber samt et FIS verdensmesterskab. Han repræsenterede Østrig ved Vinter-OL 2010 i parallel storslalom, hvor han tog en sølvmedalje.